# Palacio de Cortés
El palacio de Cortés es un palacio civil novohispano del siglo XVI, un monumento histórico ubicado en Cuernavaca, Morelos (México), ordenado construir por el español Hernán Cortés en los años inmediatos a la conquista de México. Fue su residencia, después de vivir en la Ciudad de México, en donde asentó la encomienda dada al recibir el marquesado del Valle de Oaxaca. Guarda una enorme similitud con el Alcázar de Colón de Santo Domingo (República Dominicana), el cual es anterior a este (1506). Actualmente es sede del Museo Regional de los Pueblos de Morelos, inaugurado el 1 de febrero de 1974.

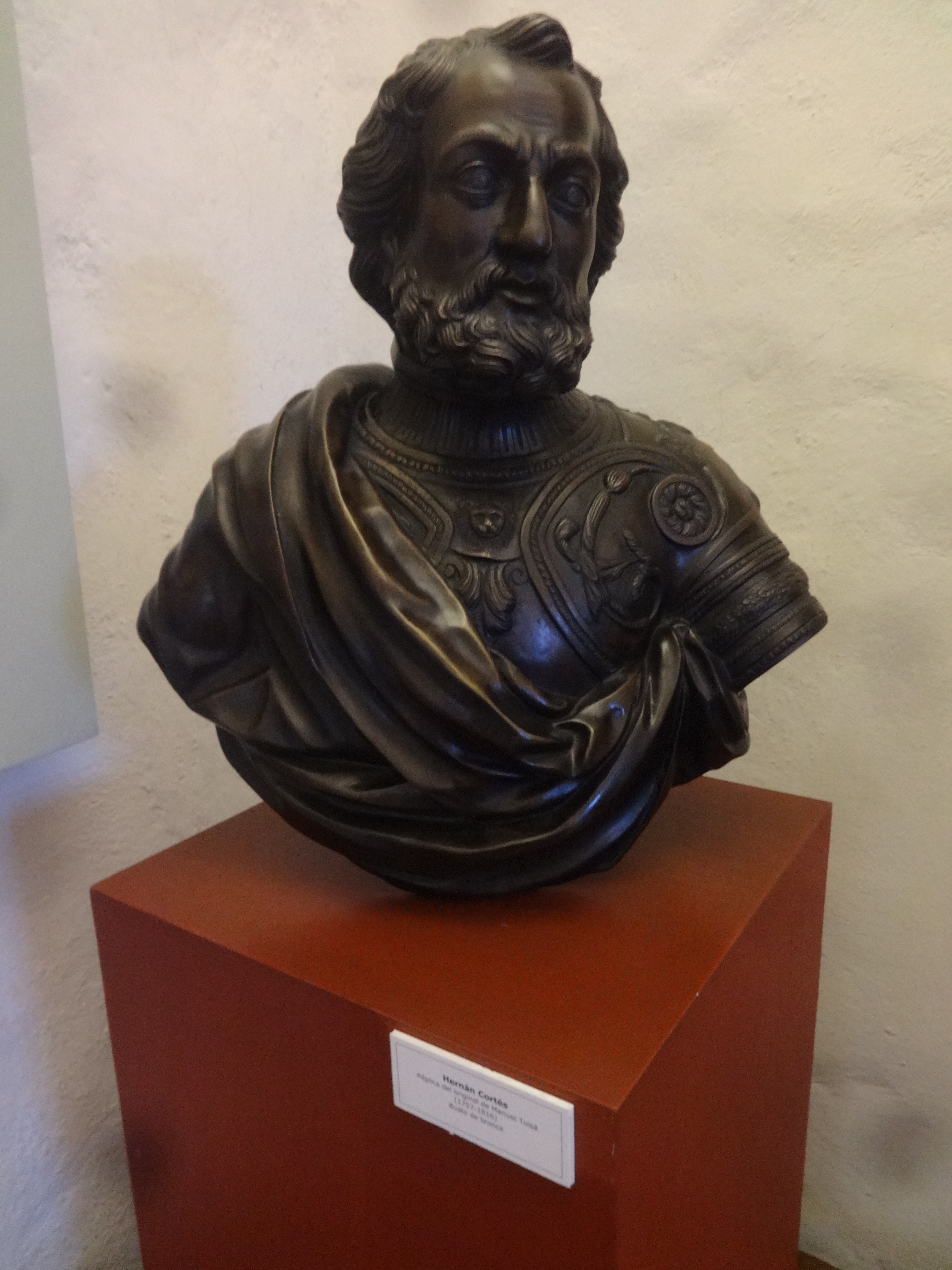
Busto de Hernán Cortés por Manuel Tolsá

## Historia

### Período Tlahuica (1325-1521)
El palacio fue construido sobre los restos del Tlatocayancalli (del náhuatl: tlatoque, plural de tlahtoāni, y calli 'casa') tlahuica, que fungía como centro de recolección de tributos para las poblaciones dependientes del señorío de Cuauhnahuac, que fuera incendiado y destruido por el conquistador Hernán Cortés.

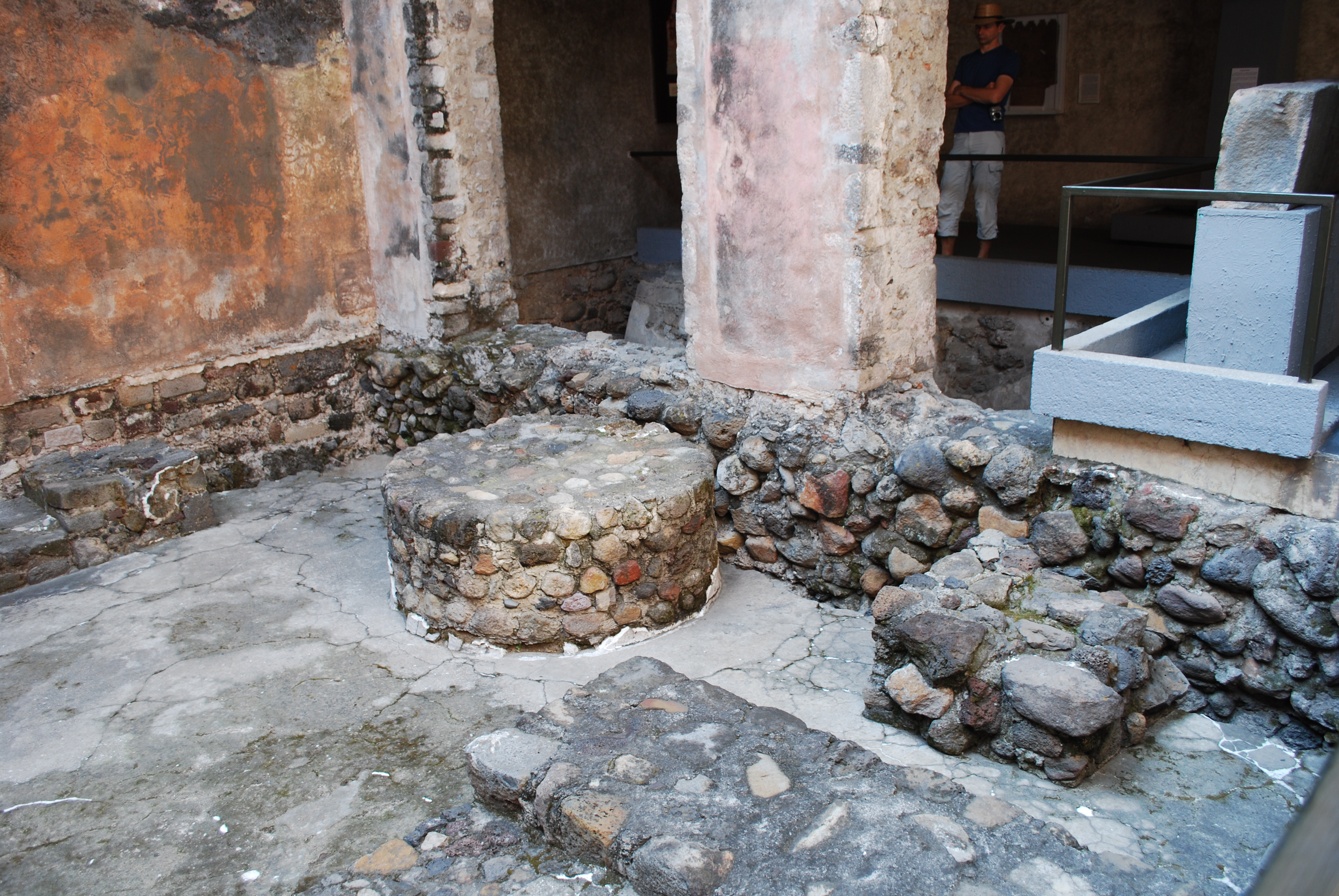
Patio interior con ruinas prehispánicas a la vista

Constancia de cuatro etapas de construcción tlahuica quedaron anotadas en planos y referencias de la exploración arqueológica del palacio, aunque sólo las dos últimas quedaron expuestas al público.
La mayor parte de la construcción tlahuica que puede verse corresponde a la etapa III, la cual estuvo cubierta por cerca del medio siglo por la etapa IV, misma que destruyeron los conquistadores hispanos al someter al cacique de Cuauhnáhuac, sede del señorío del mismo nombre, donde ahora se sitúa la ciudad de Cuernavaca.

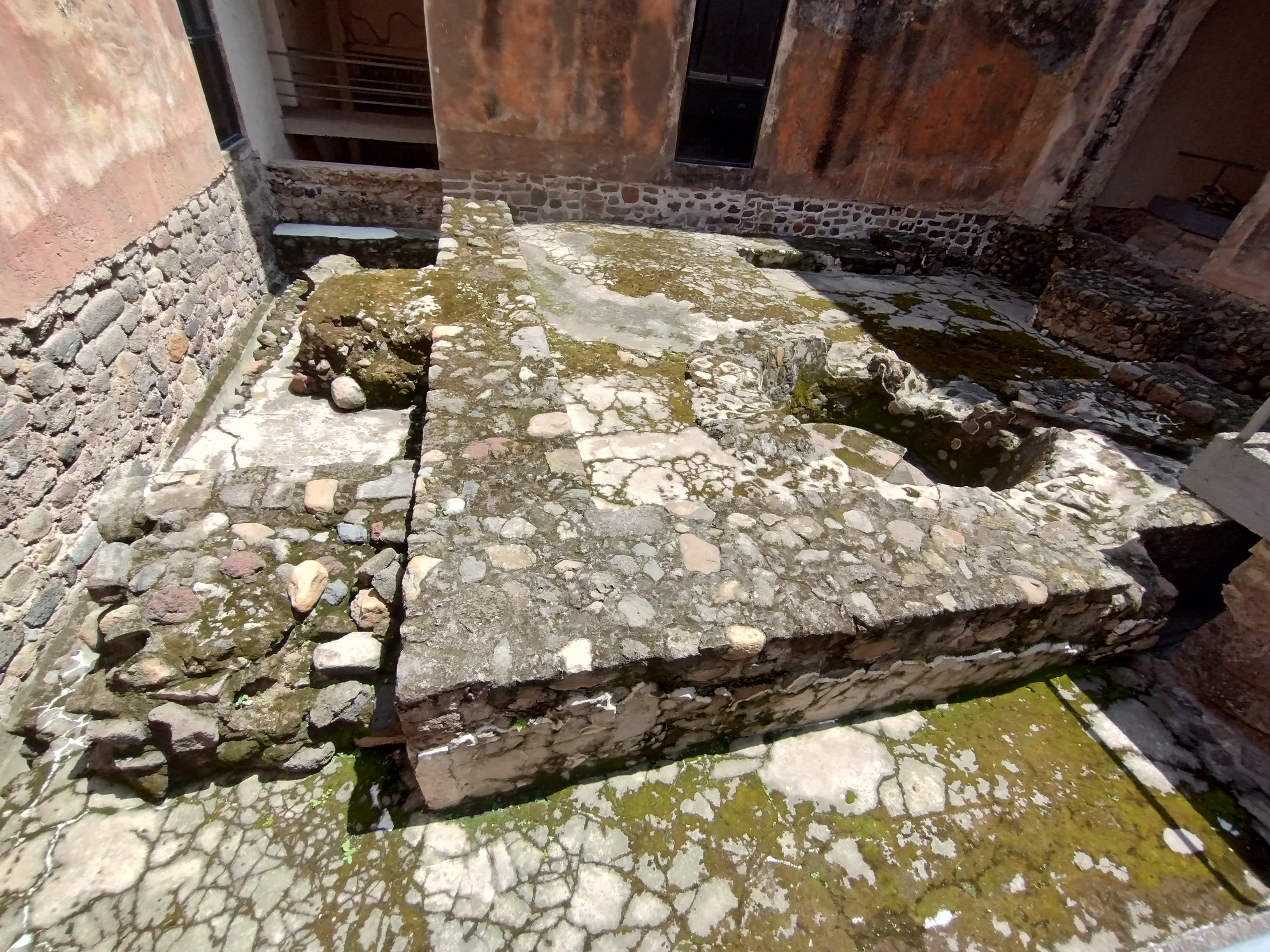
Restos del Tlatocayacalli

Sólo algunos fragmentos de piso y muros de la etapa Tlahuica IV, se conservaron protegidos por el escombro acumulado de los incendiados techos de paja con estructura de madera del Palacio de Gobierno donde se recopilaban los tributos.
Excavaciones frente a la entrada del museo dejaron expuesto el piso de una plaza (ahora cubierta con pasto), en la cual se distingue un altar circular (que apenas sobresale del nivel sembrado con pasto). Restos de otras pequeñas estructuras sin explorar permanecen aún cubiertas por las calles y plazas de la moderna Cuernavaca.

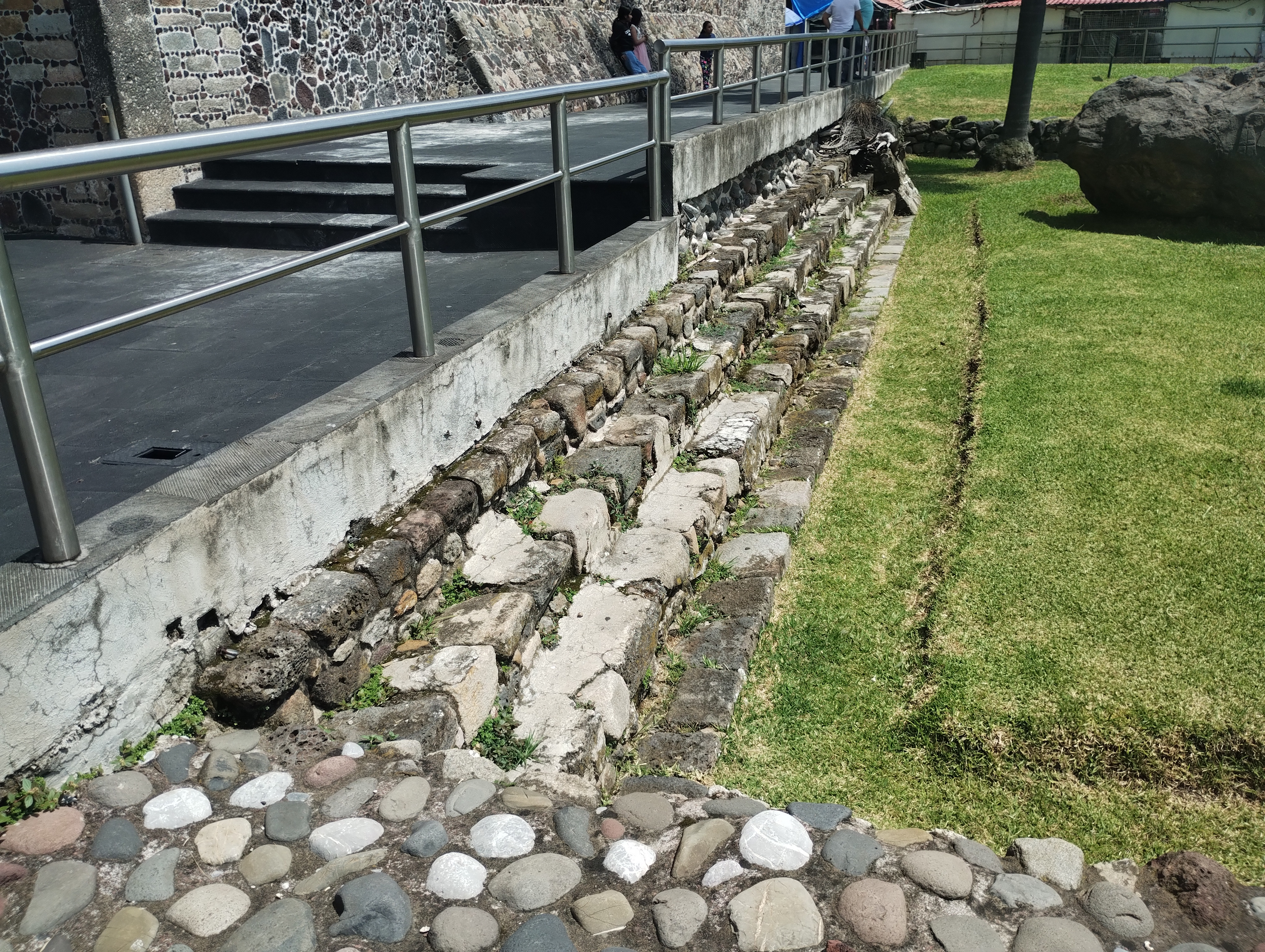
Escalinatas del antiguo asentamiento tlahuica

### Encomienda (1521-1529)
La época de la Encomienda tiene una primer subfase denominada Altar (1521-1523), la cual dejó huellas muy endebles localizadas en la exploración, pero sin posibilidad de estar expuestas. Estas son dos horadaciones circulares de cerca de un metro de diámetro sobre el piso prehispánico, distribuídas en forma paralela al basamento de un muro colonial. Las huellas sugieren la presencia de columnas o pilares que sostenían el techo de un primitivo altar hispano, cuya efímera existencia queda confirmada después con el dato histórico.
La primera construcción permanente, o núcleo del Palacio de Cortés propiamente, consistió de tres amplios cuartos con una terraza arcada con vista a los volcanes. El núcleo de éste edificio Encomienda fue construido poco después de la caída del Imperio México-Tenochtitlán, cuando les “encomendaron” a los conquistadores las poblaciones sometidas para ser evangelizadas y continuar recogiendo los tributos que pagaban a los mexicas (aztecas). Así se escogió la sede donde se continuarían recolectando los impuestos pagados tradicionalmente.

### Capilla (1525-1531)
Durante las incursiones bélicas para reafirmar el territorio conquistado, Cortés salió en una larga expedición a las Hibueras (Honduras). Aprovechando su ausencia, otros españoles recién llegados quisieron adueñarse del extenso territorio que Cortés se adjudicaba en Cuauhnáhuac, acusándolo de contravenir las disposiciones de la Corona.
El padre Melgarejo, que se había quedado para administrar esta región, decidió construir una capilla sobre los mismos restos del palacio tlahuica, declarándolo "tierra santa" para que los enviados de la Corona Real no pudieran confiscarlo. Cortés regresó a Cuernavaca en 1527 y recuperó la sede de su "encomienda" junto con una capilla anexa construída por Melgarejo. Entonces añadió otro cuerpo a la primera etapa para integrar en un sólo conjunto ambas construcciones.

Escudo del Marquesado del Valle de Oaxaca

Al año siguiente Cortés viajó a España para defender ante la Corona Real lo que consideraba "sus derechos legítimos" y reclamar el ansiado título de "Virrey de la Nueva España". Cuatro años llevaron las audiencias que rechazaron tal proposición; durante esta estancia, Cortés contrajo matrimonio con la marquesa Juana Zúñiga Ramírez de Arellano (1529), con lo que se le concedió el título de marqués, además del extenso territorio del Valle de Oaxaca, con más de los 23 000 vasallos indígenas que ocupaban las 22 cabeceras de señoríos, incluyendo sus pueblos y aldeas. La fundación de este marquesado se estableció mediante Cédula Real de fecha 6 de junio de 1529, en el que se otorga a Cuernavaca el título de Villa, aprovechando parte de su territorio para la organización social existente en el señorío de Cuauhnáhuac, eligiendo a Cuernavaca como la Alcaldía Mayor de ese marquesado, único señorío otorgado en la Nueva Etapa en el siglo XVI.

### Marquesado (1531-1535)
A su regreso a México en 1531, Cortés decidió ampliar su palacio en Cuernavaca para tener un sitio apropiado donde pudiese vivir su esposa con su hijo Martín que estaba por nacer. Según algunas referencias, Cortés continúo explorando, por lo que fue la marquesa la que debió continuar con la construcción del palacio, siguiendo algún plan preconcebido, del que, a pesar de que no existen datos, se encuentran semejanzas con algunas construcciones de diversas provincias hispanas.
Martín Cortés nació en el palacio en 1532, tres años antes de la terminación de éste. En 1547 heredó el título de 2º Marqués del Valle, a la muerte del conquistador. En 1566 fue acusado y arrestado por conspiración contra la Corona de España, confiscándole todas sus posesiones; pero doña Juana Zúñiga Ramírez de Arellano reclamó custodia de sus bienes, quedándose el caso pendiente. La misma marquesa, que vivió en palacio hasta 1568, envió a sus hijas a un convento en España y reclamó la herencia de Hernán Cortés para ella sola.

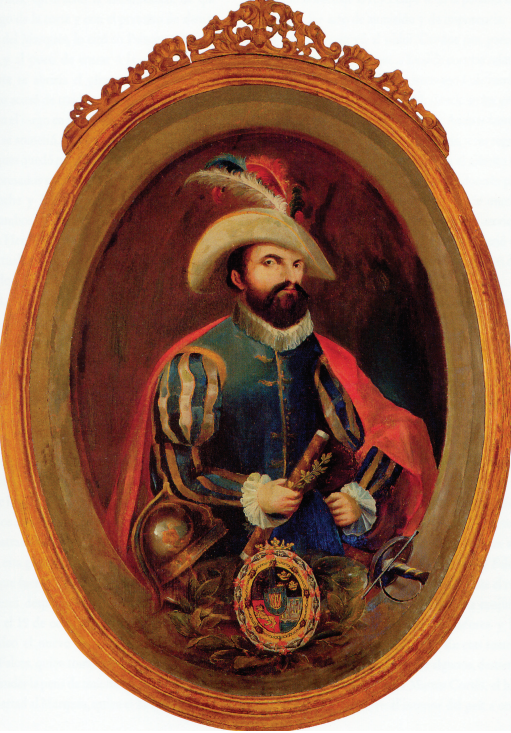
Martín Cortés Zuñiga, segundo Marqués del Valle de Oaxaca

Posteriormente, Martín fue absuelto y regresó a México para recobrar sus bienes eventualmente perdidos. Hizo algunas reparaciones y modificaciones como aparece en el testamento de su muerte, dictado en España en 1589. Su hijo Fernando, 3er marqués, murió en Madrid en 1602 sin dejar descendencia. El título 4º marqués del Valle pasó a su hermano menor, Pedro, quien vivió y murió en Italia en 1629. La sucesión de los bienes del marquesado pasaron a la hija de su hermana, puesto que ninguno de los marqueses dejó herederos.

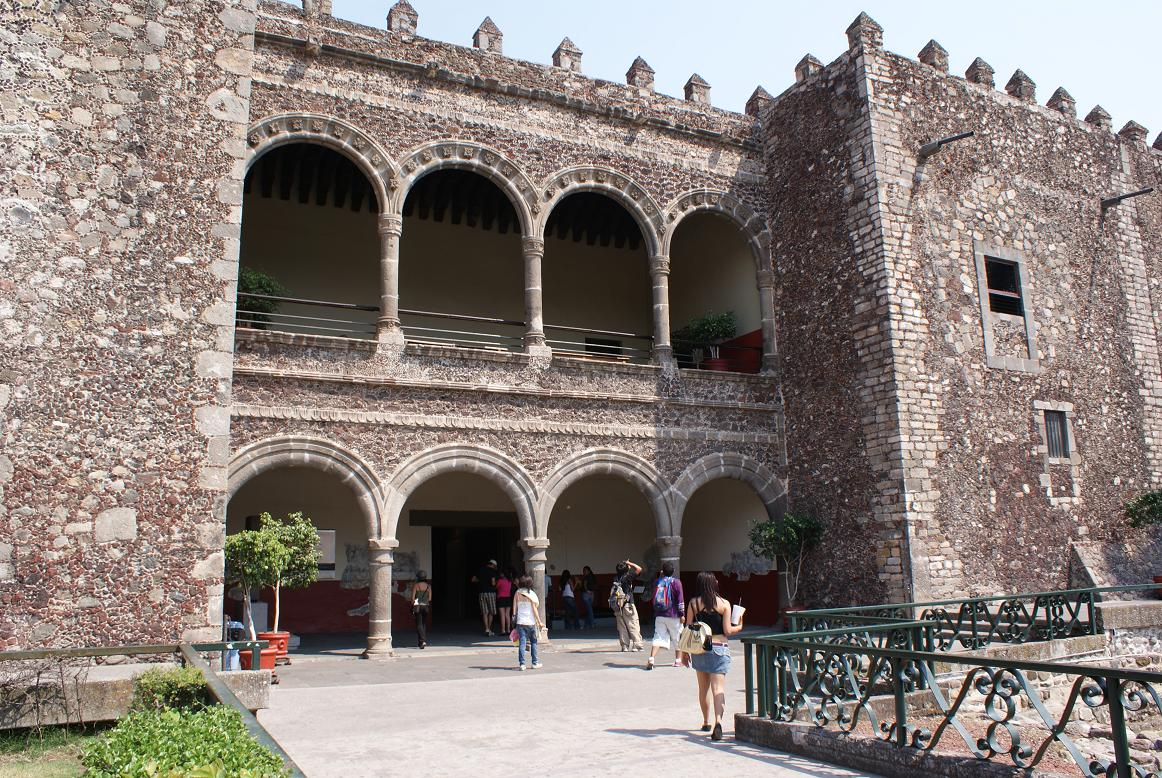
Arcos del Palacio de Cortés

### Posterior al Marquesado
En el transcurrir del tiempo, el palacio ha tenido diferentes funcionamientos. En un inicio, sirvió como residencia de Hernán Cortés y su esposa Juana Zúñiga. Además, de 1747 a 1821, se utilizaba de cárcel e incluso José María Morelos y Pavón estuvo ahí en calidad de reo.[cita requerida] Durante 1855, fue sede del gobierno provisional de la República de Juan N. Álvarez en contra de Santa Anna. De 1864 a 1866 fue despacho oficial del Emperador Maximiliano I. Ya hacia 1872 cuando la República había sido restaurada, el edificio albergó al gobierno del recién electo estado de Morelos.

### Murales

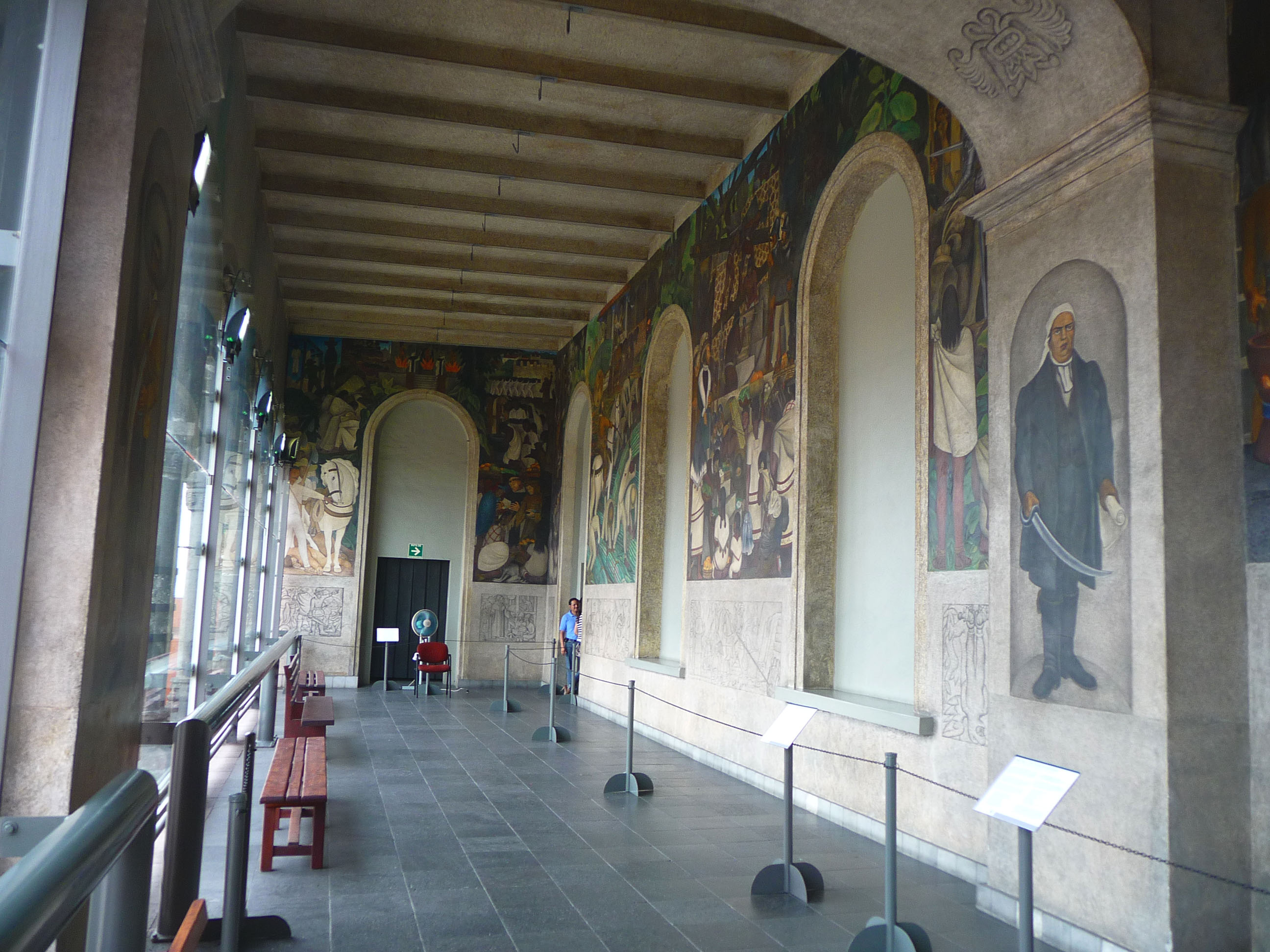
Murales de Diego Rivera

En la planta alta del palacio se encuentran murales pintados por Diego Rivera. En 1930 trabajó, con la técnica de fresco, el lema "La Historia de Morelos: Conquista y Revolución", en ocho tableros de 150 metros. Se encuentran en conservación por el Instituto Nacional de Bellas Artes. Asimismo, se encuentran murales del pintor español Salvador Tarazona sobre las épocas prehispánica y revolucionaria, realizados sobre bastidores de tela en 1938.

## Museo de Antropología de Cuernavaca
En la actualidad, el palacio de Cortés contiene el más grande museo de Antropología de Cuernavaca; el museo es llamado "Museo Regional de los Pueblos de Morelos" e incluso, las ruinas de las estructuras tlahuicas pueden ser vistas al frente del Palacio en medio de unos jardines y en varios patios abiertos dentro del mismo museo.
|                                       |
| Cerámica nahua tradicional de Morelos |

|                                |
| Piedra grabada frente al Museo |

|                                               |
| Tapete virreinal sobre la conquista de México |

|                        |
| Carruaje del siglo XIX |

|                     |
| Fachada del Palacio |

|                                             |
| Busto de Cortés, realizado por Manuel Tolsá |